# 12511 Patil
A 12511 Patil (ideiglenes jelöléssel 1998 FQ121) a Naprendszer kisbolygóövében található aszteroida. A LINEAR projekt keretében fedezték fel 1998. március 20-án.